# James Gibson (nadador)
James Gibson (Reino Unido, 6 de febrero de 1980) es un nadador  retirado especializado en pruebas de estilo braza corta distancia, donde consiguió ser campeón mundial en 2003 en los 50 metros estilo.

## Carrera deportiva
En el Campeonato Mundial de Natación de 2003 celebrado en Barcelona ganó la medalla de bronce en los 100 metros estilo braza, con un tiempo de 1:00.37 segundos, tras el japonés Kōsuke Kitajima y el estadounidense Brendan Hansen; y también ganó la medalla de oro en los 50 metros estilo braza, con un tiempo de 27.56 segundos, por delante del ucraniano Oleh Lisohor y del húngaro Mihaly Flaskay (bronce con 27.79 segundos).